# Otto Bovensiepen
Otto Bovensiepen, född 8 juli 1905 i Duisburg, död 18 februari 1979 i Zusmarshausen, var en tysk jurist och SS-Standartenführer och överste i polisen. 
Bovensiepen var från 1941 till 1943 inspektör för Sicherheitspolizei (Sipo) och Sicherheitsdienst (SD) i Berlin. Från januari 1944 till maj 1945 var Bovensiepen befälhavare för Sicherheitspolizei och Sicherheitsdienst i Danmark. Han lät bekämpa den danska motståndsrörelsen med kontraterroristiska metoder.
I september 1948 dömde en dansk domstol Bovensiepen till döden, men straffet omvandlades till livstids fängelse två år senare. Han frisläpptes dock redan den 1 december 1953.